# Sfenomegacorona
In geometria, l'antiprisma quadrato camuso è uno dei solidi di Johnson (J88).
Questo solido di Johnson non deriva dai solidi platonici o dai solidi archimedei.
Norman Johnson assegnò un nome ai 92 solidi di Johnson e li descrisse nel 1966.

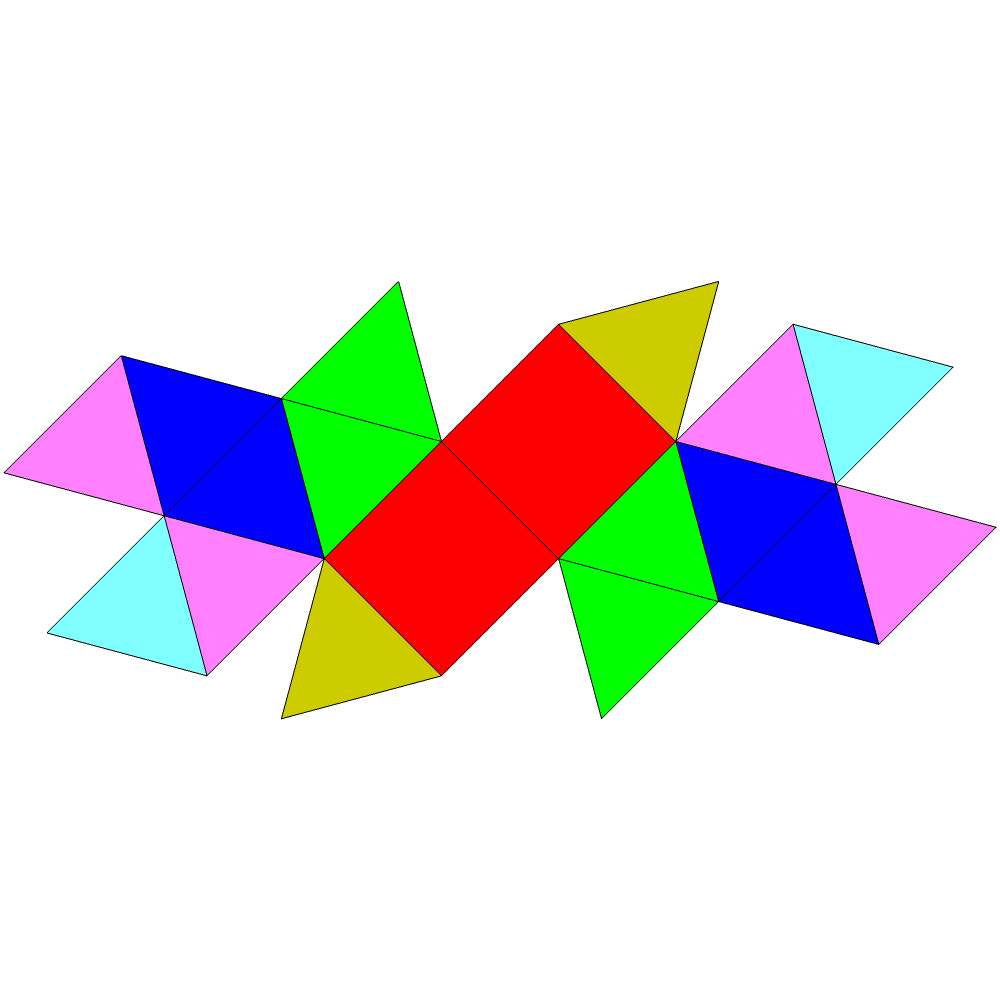
Uno sviluppo della sfenomegacorona